# Shimon Abuhatzira
Shimon Abuhatzira (en hébreu : שמעון אבו חצירא), né le 10 octobre 1986 à Netanya, est un footballeur international israélien. Évoluant au poste d'attaquant, il joue actuellement pour l'Hapoël Nir Ramat Ha-Sharon.

## Biographie

### En équipe nationale
Il joue son premier match avec l'équipe d'Israël le 16 octobre 2012, contre le Luxembourg, lors d'une rencontre rentrant dans le cadre des éliminatoires du mondial 2014 (victoire 3-0 à Ramat Gan). Il inscrit son premier but avec l'équipe d'Israël le 2 juin 2013, en amical contre le Honduras (victoire 0-2 à New York).

## Palmarès

### En club
Avec l'Ironi Kiryat Shmona :
- Champion d'Israël en 2012
- Vainqueur de la Coupe de la Ligue israélienne en 2012

### Distinction personnelle
- Meilleur buteur du championnat israélien en 2009

## Statistiques

### En club
Le tableau ci-dessous récapitule les statistiques de Shimon Abuhatzira lors de sa carrière en club :
| Saison                | Club                       | Championnat           | Championnat | Championnat | Coupe(s) nationale(s) | Coupe(s) nationale(s) | Compétition(s) continentale(s) | Compétition(s) continentale(s) | Compétition(s) continentale(s) | Total | Total |
| Saison                | Club                       | Division              | M.          | B.          | M.                    | B.                    | Comp.                          | M.                             | B.                             | M.    | B.    |
| 2005-2006             | Hapoël Petah-Tikva         | 1                     | 14          | 0           | 7                     | 0                     | -                              | -                              | -                              | 21    | 0     |
| 2006-2007             | Hapoël Petah-Tikva         | 1                     | 27          | 3           | 8                     | 3                     | -                              | -                              | -                              | 35    | 6     |
| 2007-2008             | Hapoël Petah-Tikva         | 2                     | 26          | 4           | 10                    | 2                     | -                              | -                              | -                              | 36    | 6     |
| 2008-2009             | Hapoël Petah-Tikva         | 1                     | 28          | 14          | 6                     | 2                     | -                              | -                              | -                              | 34    | 16    |
| 2009-2010             | AEL Larissa                | 1                     | 13          | 3           | -                     | -                     | -                              | -                              | -                              | 13    | 3     |
| 2010-2011             | AEL Larissa                | 1                     | 6           | 0           | 1                     | 0                     | -                              | -                              | -                              | 7     | 0     |
| 2010-2011             | Ironi Kiryat Shmona        | 1                     | 13          | 7           | 4                     | 1                     | -                              | -                              | -                              | 17    | 8     |
| 2011-2012             | Ironi Kiryat Shmona        | 1                     | 36          | 13          | 8                     | 2                     | -                              | -                              | -                              | 44    | 15    |
| 2012-2013             | Ironi Kiryat Shmona        | 1                     | 30          | 15          | 7                     | 4                     | C1+C3                          | 6+6                            | 2+3                            | 49    | 24    |
| 2013-2014             | Maccabi Haïfa FC           | 1                     | 14          | 1           | -                     | -                     | C3                             | 12                             | 3                              | 26    | 4     |
| 2014-2015             | Maccabi Haïfa FC           | 1                     | 15          | 3           | 4                     | 1                     | -                              | -                              | -                              | 19    | 4     |
| 2014-2015             | Ironi Kiryat Shmona (prêt) | 1                     | 14          | 2           | 2                     | 1                     | -                              | -                              | -                              | 16    | 3     |
| 2015-2016             | Maccabi Haïfa FC           | 1                     | -           | -           | -                     | -                     | -                              | -                              | -                              | 0     | 0     |
| 2016-2017             | Beitar Jérusalem           | 1                     | 14          | 3           | 3                     | 2                     | C3                             | 5                              | 1                              | 22    | 6     |
| Total sur la carrière | Total sur la carrière      | Total sur la carrière | 250         | 68          | 60                    | 18                    | -                              | 29                             | 9                              | 339   | 95    |

### But en équipe nationale
| No | Date        | Stade, ville, pays               | Adversaire | Résultat | Compétition  |
| -- | ----------- | -------------------------------- | ---------- | -------- | ------------ |
| 1  | 2 juin 2013 | Citi Field, New York, États-Unis | Honduras   | V 2-0    | Match amical |